# حمله با چاقو ۲۰۲۰ پارک فوربری
حمله با چاقو ۲۰۲۰ پارک فوربری (به انگلیسی: 2020 Forbury Gardens stabbings)
در بیستم ژوئن ۲۰۲۰ رخ داد، کمی قبل از ساعت ۱۹۰۰ به وقت بریتانیا مردی با چاقو به چندین نفر در پارک فوربری در شهر ردینگ، بارکشر حمله کرد که براثر جراحات وارده سه نفر کشته شدند و سه نفر دیگر به لحاظ جراحت در وضعیت وخیمی به سرمی‌برند. فرد مهاجم یک فرد ۲۵ ساله لیبیایی است که به موجب قانون تروریسم ۲۰۰۰ توسط پلیس در صحنه دستگیر شد.

## شرح واقعه
به گفته یکی از شاهدان صحنه، در روز بیستم ژوئن کمی پس از ساعت ۱۹۰۰ به وقت محلی مردی که یک چاقو در دست داشت و جملات نامفهومی را ادا می‌کرد به طرف دو گروه از افرادی که در پارک فوربری در مرکز شهر ردینگ بودند حمله برد، و به گفته شاهدان با چاقو به گردن و بازوان افراد ضربه می‌زد.

## مظنون
گفته می‌شود نام مرد ۲۵ ساله دستگیر شده، خیری سعدالله، یک شهروند لیبیایی است. یک منبع امنیتی به رویترز گفت که فرد مظنون به دلیل پرونده‌ای که از او در «ام‌آی۵» سرویس امنیت داخلی انگلستان در ۲۰۱۹ وجود داشته، از جمله به خاطر مسافرت برای اهداف افراطی تحت نظر بوده‌است.

## تلفات
این حمله سه کشته و سه مجروح جدی برجای گذاشته‌است. دو آمبولانس آماده برای پاسخگویی در مناطق پر خطر مستقر شدند. از مصدومین صحنه، دو نفر در بخش اورژانس بیمارستان رویال بارکشر بستری شدند و یک مصدوم دیگر در بیمارستان جان رادکلیف آکسفورد بستری شد.
یکی از افرادی که کشته شد معلم مدرسه هولت، در واکینگهام، بارکشر بود.